# São Bernardo (Aveiro)
São Bernardo é uma freguesia portuguesa do município de Aveiro, com 3,94 km² de área e 5273 habitantes (censo de 2021). A sua densidade populacional é 1 338,3 hab./km².

## História
A freguesia foi criada pelo Decreto Lei nº 48.841, de 18 de janeiro de 1969, com lugares desanexados das freguesias de Glória e Aradas.

## Demografia
A população registada nos censos foi:
| Distribuição da População por Grupos Etários | Distribuição da População por Grupos Etários | Distribuição da População por Grupos Etários | Distribuição da População por Grupos Etários | Distribuição da População por Grupos Etários |
| -------------------------------------------- | -------------------------------------------- | -------------------------------------------- | -------------------------------------------- | -------------------------------------------- |
| Ano                                          | 0-14 Anos                                    | 15-24 Anos                                   | 25-64 Anos                                   | > 65 Anos                                    |
| 2001                                         | 668                                          | 591                                          | 2245                                         | 575                                          |
| 2011                                         | 799                                          | 487                                          | 2924                                         | 750                                          |
| 2021                                         | 786                                          | 537                                          | 2921                                         | 1029                                         |

## Património
- Igreja de São Bernardo (matriz)
- Capelas de São Bernardo e do Centro de Saúde Mental

## Desporto
A nível desportivo, a freguesia é conhecida pelo clube de andebol CD São Bernardo, que participou várias vezes na primeira divisão nacional.

## Cultura
A freguesia possui duas associações musicais de maior relevo:
- Sociedade Musical Santa Cecília
- Associação Musical e Cultural São Bernardo